# Cheiracanthium cretense
Cheiracanthium cretense là một loài nhện trong họ Miturgidae.
Loài này thuộc chi Cheiracanthium. Cheiracanthium cretense được Carl Friedrich Roewer miêu tả năm 1928.